# Zanthoxylum collinsiae
Zanthoxylum collinsiae är en vinruteväxtart som beskrevs av William Grant Craib. Zanthoxylum collinsiae ingår i släktet Zanthoxylum och familjen vinruteväxter. Inga underarter finns listade i Catalogue of Life.